# Museo de la Sal de Cardona

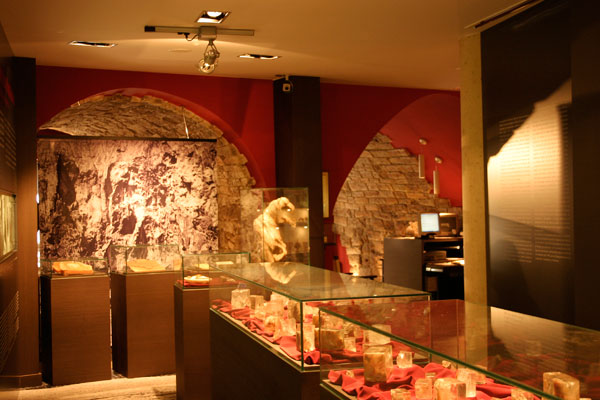
Vista interior del museo.

El Museo de la Sal de Josep Arnau es un museo que se encuentra en Cardona, provincia de Barcelona. 

## Historia
La práctica de hacer figuras con la sal es una antigua tradición de Cardona, que se remonta a antes del siglo XVI. 
Merece mención especial el Museo de Mosén Joan Riba por las circunstancias vividas en el museo después de la muerte de su fundador hasta acabar en el Seminario diocesano de Solsona.  Seguidamente el museo pasó a manos de la familia Viñas, para más tarde, pasar a manos de Josep Arnau y de aquí a su hija Montserrat.

## Biografía de Josep Arnau
Josep Arnau i Ratera nació el 9 de enero de 1889 en la calle Graells de Cardona. Era el segundo de seis hermanos; su hermana Angeleta, la más pequeña, falleció con tan solo cuatro años. Estudió en una escuela pública situada en el Ayuntamiento. Tenía una buena aptitud para los estudios, destacando el dibujo manual. Después de volver del servicio militar empezó a obrar unas manecillas de sal. A partir de aquí empezó su actividad como artesano.

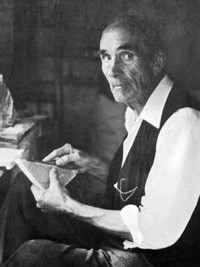
Josep Arnau, artesano del museo.

## El nacimiento del museo
Alrededor del año 1930, una década más tarde de su comienzo en el trabajo de la sal, la familia Arnau-Grané ya tenía un armario con piezas de sal, piezas que fueron el inicio del museo. El año 1970, una construcción afectó al terreno de la casa. La colección de piezas se trasladó a la casa de la calle Pompeu Fabra.  Josep Arnau murió el día del traslado.
Actualmente el museo reside bajo el porche de la plaza Santa Eulalia de Cardona.